# سنط صمغي
السنط الصمغي أو أُمّ غَيْلاَن أو الاَقَاقِيَا البَرِّيّ أو السَنْط البَرِّيّ (باللاتينية: Acacia gummifera) نوع نباتي شجري من جنس السنط من الفصيلة البقولية.

## الموئل والانتشار
ينتشر هذا النوع في المغرب العربي.